# Гравилат речной
Гравила́т речно́й, Гравилат ручейный, или Гравилат прируче́йный (лат. Géum rivále) — вид многолетних растений рода Гравилат (Geum) семейства Розовые (Rosaceae), встречается в Евразии и Северной Америке.
Это растение также известно в просторечии под многими местными названиями, например как вывишник, в Ярославской области как могущник большой, в Калужской области как змеиный корень, в Ленинградской области как одален трава.

## Ботаническое описание

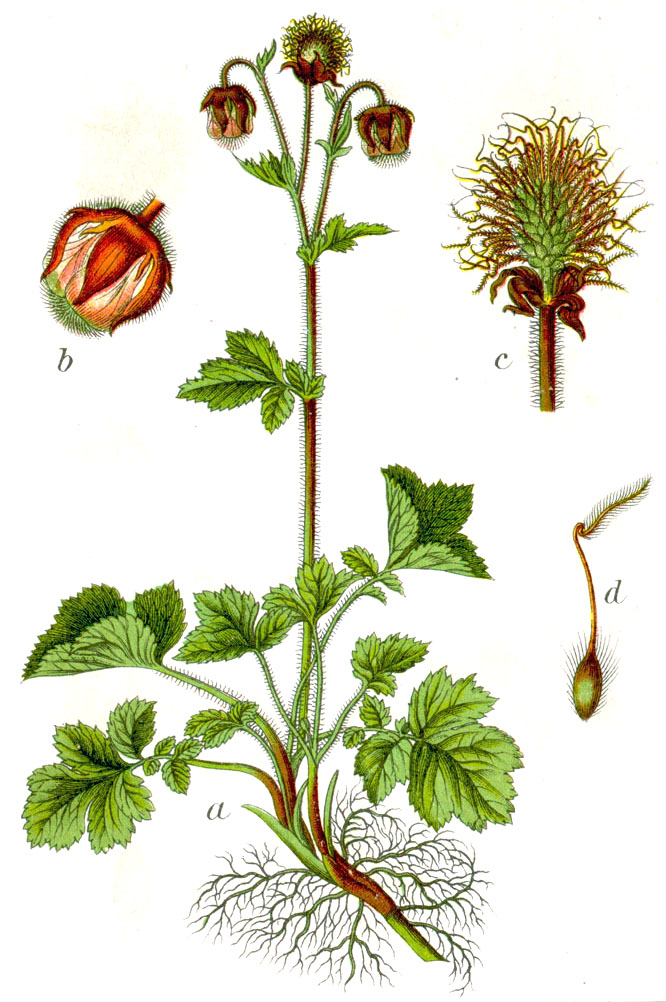

Многолетнее зимнезелёное травянистое растение.
Корневище толстое, бурое, ползучее, покрытое остатками листьев.
Стебель прямостоячий, простой или слегка ветвистый на верхушке, мохнатый, в верхней части железистый, обычно тёмно-красный, высотой 25—80 см.
Листья прижато-мохнатые; прикорневые — на длинных черешках, прерывисто-непарноперистые, с большой почковидно-округлой, трёх- или пяти-надрезанной долей и двумя — тремя парами небольших обратнояйцевидных дваждызубчатых долек; стеблевые листья короткочерешковые или сидячие, трёхраздельные, с небольшими яйцевидными прилистниками.
Цветки обоеполые, колокольчатые, пятичленные, поникающие (по отцветании прямостоячие), до 1—1,5 см в диаметре, в числе двух — трёх (пяти) на верхушке стебля, на длинных цветоносах, с двойным околоцветником; чашечка буровато-красная; лепестки широкие, тупые, на верхушке выемчатые, внезапно суженные в длинный ноготок, равные по длине чашелистикам, кремовые, реже жёлтые, с тёмно-красными жилками, железисто-мохнатые. Чашелистики прямостоячие. Тычинки многочисленные, волосистые. Многочисленные пестики собраны в яйцевидную головку, сидящую на опушённой ножке, удлиняющейся при созревании плодов. Верхний членик столбика до самой верхушки волосистый и почти равен нижнему. Цветоложе между тычинками представляет собой сплошную нектароносную ткань. Цветёт в конце весны и первой половине лета в течение 15—20 дней.
Пыльцевые зёрна трёхбороздно-оровые или трёхбороздно-поровые, шаровидной или шаровидно-сплющенной формы. Длина полярной оси 28,9—32,3 мкм, экваториальный диаметр 28—37,4 мкм. В очертании с полюса округло-треугольные, с выпуклыми сторонами, с экватора — округлые или слегка сплющенные. Борозды шириной до 9 мкм, длинные, с неровными краями, с неровно заострёнными или притуплёнными концами, почти сходящимися у полюсов; у многих пыльцевых зёрен середина борозд сужена. Оры округлые, до 14 мкм в диаметре. Поры продольно вытянутые, длиной 11—13 мкм. Ширина мезокольпиума 20—23 мкм, диаметр апокольпиума 3,4—5,1 мкм. Экзина толщиной до 15 мкм, стержневой слой тонкий. Скульптура зернисто-струйчатая. Пыльца светло-зелёного цвета.
Плод — красная семянка, заканчивается крючком, образованным остающимся при плодах и удлиняющимся волосистым нижним члеником столбика. Плоды с помощью этого крючка распространяются человеком и животными. Плоды созревают в июле — августе.

## Распространение и экология
Произрастает на всей территории Европы, в Средней Азии, Китае, Северной Америке.
На территории России встречается в европейской части, на Кавказе, в Западной и Восточной Сибири, на Дальнем Востоке.
Растёт на влажных и сырых плодородных, слабокислых почвах, в лиственных лесах, по берегам рек и краям болот, на лугах, по зарослям кустарников.

### Охранный статус
Гравилат речной внесён в Красные книги Иркутской области, Саратовской области и Краснодарского Края. А также Харьковской области Украины.
|                                                                                       |  |  |
| Слева направо: лист и прилистники, побег с листьями и цветками, цветок крупным планом |  |  |

## Растительное сырьё

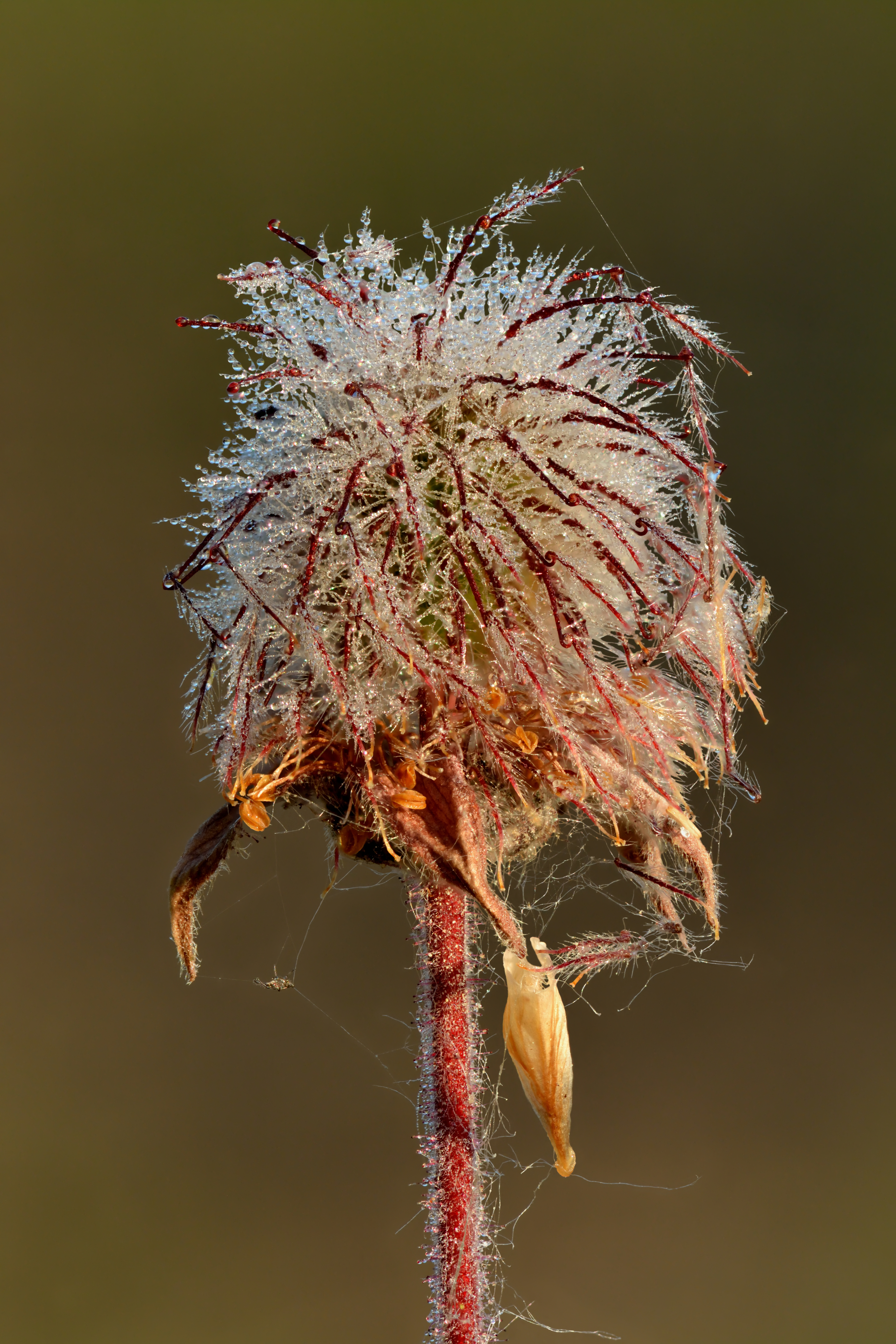
Плоды

### Химический состав
Корни содержат до 23 % дубильных веществ пирогаллолового ряда (до 23 %), флавоноиды, фенолкарбоновые кислоты и их производные, алкалоиды, красное красящее вещество, эфирное масло (до 0,1 %), в состав которого входит в основном эвгенол; молодые листья — до 0,12 % аскорбиновой кислоты и до 0,14 % каротина; в семенах — до 20 % жирного масла.
В листьях содержится 102—117 мг % аскорбиновой кислоты.

## Хозяйственное значение и использование
Отмечено поедание семян рябчиком. Поедается бобром. Северным оленем (Rangifer tarandus) хорошо поедаются листья весной, летом и зимой из под снега. Овцы и козы поедают хорошо, лошади и крупный рогатый скот хуже.
Из корневищ можно получить красно-коричневую краску.
Медоносное растение. Пчёлы собирают нектар и пыльцу. При благоприятных условиях хорошо выделяет нектар. В Сибири количество нектара с одного цветка за одно определение составляет 9,5 мг с концентрацией сахара от 25 до 50 %. Медопродуктивность зарослей 70—80 кг/га. Вместе с другими растениями гравилат речной обеспечивает раннелетний поддерживающий медосбор.
Корневища содержат ароматическую горечь и употребляются как пряная приправа к пище, заменяя гвоздику. Листья съедобны, пригодны для приготовления салатов, супов и пюре. Корневища используют для отдушки в ликёрном и пивоваренном производстве.

### В медицине
Препараты из корневищ гравилата речного обладают вяжущим, противовоспалительным, кровоостанавливающим, ранозаживляющим действием. Кроме того, обнаружено его противомалярийное, потогонное и общеукрепляющее действие.

### Сбор сырья
В лекарственных целях собирают корневища и надземную часть растений:
- корневища собирают осенью или весной, выкопанные корневища моют, провяливают на свежем воздухе и сушат в сушилках при температуре 40—50 °С.
- надземную часть собирают в начале цветения и сушат на воздухе под навесами или в сушилках.

В народной медицине отвар корневищ употребляли как тонизирующее средство после тяжёлых заболеваний, как вяжущее при маточных и геморроидальных кровотечениях, малярии, бессоннице, мигрени, цинге, аллергии, укусах ядовитых змей, для полосканий горла при ангине, для ванн при суставном и мышечном ревматизме. Измельчёнными свежими корневищами растения выводят мозоли.

### В декоративном садоводстве
В качестве декоративного растения выращивается сорт 'Леонардо Вар' с крупными, от медно-розовой до бронзовой окраски цветками.

## Классификация

### Таксономия
- Geum rivale L., 1753, Sp. Pl. : 501

Вид Гравилат речной включается в род Гравилат (Geum) семейства Розовые (Rosaceae) порядка Розоцветные (Rosales), последовательно входящего в более крупные клады Фабиды → Розиды → Суперрозиды → Эвдикоты → Цветковые растения. Таксономическая схема в соответствии с Системой APG IV по состоянию на июнь 2024 года:
|  |                          |  |                                   |                                   |                   |  | еще 8 семейств | еще 8 семейств |                     |  |  |  | еще 68 подтвержденных видов и 127 видов, ожидающих подтверждения |
|  |                          |  |                                   |                                   |                   |  | еще 8 семейств | еще 8 семейств |                     |  |  |  | еще 68 подтвержденных видов и 127 видов, ожидающих подтверждения |
|  |                          |  |                                   | порядок Розоцветные               |                   |  |                |                | род Гравилат        |  |  |  |                                                                  |
|  |                          |  |                                   | порядок Розоцветные               |                   |  |                |                | род Гравилат        |  |  |  |                                                                  |
|  | клада Цветковые растения |  |                                   |                                   | семейство Розовые |  |                |                | вид Гравилат речной |  |  |  |                                                                  |
|  | клада Цветковые растения |  |                                   |                                   | семейство Розовые |  |                |                |                     |  |  |  |                                                                  |
|  |                          |  | ещё 63 порядка цветковых растений | ещё 63 порядка цветковых растений |                   |  |                | еще 116 родов  | еще 116 родов       |  |  |  |                                                                  |
|  |                          |  |                                   | ещё 63 порядка цветковых растений |                   |  |                |                | еще 116 родов       |  |  |  |                                                                  |

### Синонимы
- Anemone dodecaphylla Krock.
- Bernoullia hybrida Raf.
- Bernoullia nutans (Raf.) Raf.
- Bernoullia rivalis (L.) Raf.
- Caryophyllata aquatica Lam.
- Caryophyllata nutans Lam.
- Caryophyllata nutans Moench
- Caryophyllata prolifera Gilib.
- Caryophyllata rivalis (L.) Scop.
- Geum hybridum Wulfen
- Geum hybridum Wulfen ex Jacq.
- Geum incisum Dumort.
- Geum nutans Crantz
- Geum nutans Lam.
- Geum nutans Crantz
- Geum nutans Raf.
- Geum pallidum Fisch. & C.A.Mey.
- Geum pictum Scheutz
- Geum rafinesqueanum Steud.
- Geum rivale f. alpinum (Schur) Buia
- Geum rivale f. hispanicum Pau
- Geum rivale f. interstylosum W.F.Christ.
- Geum rivale f. rivale
- Geum rivale f. subalpinum Neuman
- Geum rivale f. typicum Buia
- Geum rivale subsp. islandicum Á.Löve & D.Löve
- Geum rivale subsp. subalpinum (Neuman) Selander
- Geum rivale subvar. grandifolium Asch. & Graebn.
- Geum rivale subvar. humile Asch. & Graebn.
- Geum rivale subvar. strictum (Norman) Asch. & Graebn.
- Geum rivale unr. ambiguum Peterm.
- Geum rivale unr. monstrosum Hagenb.
- Geum rivale var. alpinum Schur
- Geum rivale var. asperum Pawł.
- Geum rivale var. degeneratum Baumg. ex Schur
- Geum rivale var. grandiflorum Gray
- Geum rivale var. grandifolium Scheutz
- Geum rivale var. hybridum Gaudin
- Geum rivale var. leonardii Bergmans
- Geum rivale var. lividum Chitr.
- Geum rivale var. luxurians Tratt.
- Geum rivale var. minus Ser.
- Geum rivale var. nemorale H.Post
- Geum rivale var. pallidum (Fisch. & C.A.Mey.) A.Blytt
- Geum rivale var. proliferum Ser.
- Geum rivale var. strictum Norman
- Geum rivale var. subalpinum (Neuman) Selander
- Potentilla nutans Gueldenst.